# Otatitlán (municipalité)
La municipalité de Otatitlán est l'une des 212 municipalités de l'État de Veracruz, et est située dans la partie sud-est de cet État, au Mexique. Elle se trouve au sud du golfe du Mexique, sur la limite administrative séparant l'État de Veracruz et l'État de Oaxaca, située au sud de son territoire. Elle prend appui au nord sur le fleuve Río Papaloapan, et se trouve sur sa rive droite. Elle se trouve à l'est de la confluence entre le Río Papaloapan et le Río Tonto. Son chef-lieu est la ville éponyme de Otatitlán, qui se trouve elle aussi sur ce fleuve. Cette municipalité est rattachée administrativement à la région Papaloapan, qui est une des 10 régions de l'État de Veracruz.

## Géographie
Le territoire de la municipalité de Otatitlán s'étend d'est en ouest sur la rive sud du fleuve Río Papaloapan et prend appui au sud sur la limite administrative séparant l'État de Veracruz et l'État de Oaxaca. Son chef-lieu est la ville éponyme de Otatitlán, qui se trouve sur la rive sud du Río Papaloapan. Ce territoire couvre une superficie de 50,1 km2, et était peuplé en 2015 de 5703 habitants, pour une densité de 113,9 habitants par km2.
La municipalité est limitrophe au nord et à l'ouest de la municipalité de Cosamaloapan de Carpio, au sud-ouest, dans l'État de Oaxaca, de celle de San Juan Bautista Tuxtepec, et à l'est, à nouveau dans l'État de Veracruz, de celle de Tlacojalpan.

## Composition et démographie
La municipalité était composée en 2015 de 41 localités, dont une seule était considérée comme urbaine, les autres étant rurales.
| Localité                   | Population |
| -------------------------- | ---------- |
| Otatitlán                  | 4659       |
| El Peladiente              | 111        |
| Jesús Urueta (San Antonio) | 90         |
| La Conchita                | 72         |
| La Isleta (Benito Juárez)  | 58         |
| Reste des localités        | 260        |
| Total population           | 5250       |

En plus de l'espagnol, plusieurs langues amérindiennes sont parlées dans la municipalité, dont les principales sont par ordre d'importance : le mazatèque, le zapotèque, et le chinantèque.

## Histoire
La municipalité d'Otatitlán est créée en 1831.

## Économie

### Agriculture et élevage
La superficie des parcelles semées représentait, en 2016 une surface totale de 3537,6 hectares, parmi lesquels 2775,5 étaient voués à la culture de la canne à sucre, 580 hectares étaient voués à la culture de la banane, et 112 hectares voués à celle du maïs.
En 2016, la production de viande par tonnes comprenait 18 tonnes de viande bovine, 29,8 tonnes de viande porcine, 2 tonnes de viande ovine, 27 tonnes de volailles, et 1 tonne de dinde. La superficie vouée à l'élevage représentait alors 814 hectares.